# Phoxomeloides
Phoxomeloides is een geslacht van kevers uit de familie bladsprietkevers (Scarabaeidae). Het geslacht werd voor het eerst wetenschappelijk beschreven in 1898 door Schoch.

## Soorten
- Phoxomeloides bella (Kraatz, 1898)
- Phoxomeloides circumscripta (Thomson, 1878)
- Phoxomeloides gedyei Schein, 1956
- Phoxomeloides laticincta (Burmeister, 1847)